# Poison (nouvelle)
Pour les articles homonymes, voir Poison (homonymie).
Poison est une nouvelle d’Anton Tchekhov parue en 1886.

## Historique
Poison est initialement publié dans la revue russe Les Éclats, numéro 10 du 8 mars 1886, sous le pseudonyme d’A.Tchekhonte.

## Résumé
Pierre Lyssov épouse Liouba, la fille du capitaine Kadykine. C'est un mariage d'amour, car il n'y a pas de dot. Le capitaine donne cependant à Pierre, qui n’a rien demandé, un billet à ordre de quatre cents roubles tiré sur le docteur Kliakov. Pierre veut faire plaisir à sa femme. Il envisage de lui acheter un piano, mais elle voudrait plutôt acheter des meubles : bref, les projets d'un jeune couple.
Pierre se rend visiter le docteur, une fois, deux fois : rien n'y fait ; il refuse de payer. Il le menace par courrier de saisir un huissier : aucun effet. Kliakov explique à Pierre qu'il avait emprunté lorsqu'il était étudiant cinquante roubles à son beau-père. Le solde, ce sont les intérêts accumulés.
Pierre est maintenant en colère contre son beau-père, et il se dispute avec sa femme : la lune de miel est terminée.

## Édition française
- Poison, traduit par Édouard Parayre, Les Éditeurs Français Réunis, 1958.